# Ecnomiohyla tuberculosa
Ecnomiohyla tuberculosa är en groddjursart som först beskrevs av George Albert Boulenger 1882.  Ecnomiohyla tuberculosa ingår i släktet Ecnomiohyla och familjen lövgrodor. IUCN kategoriserar arten globalt som livskraftig. Inga underarter finns listade i Catalogue of Life.